# Batalha de Cerneja
Com a vitória na batalha de São Mamede (1128), o infante Afonso Henriques e a nobreza local assumiram o poder no Condado Portucalense, expulsando do governo a condessa-mãe D. Teresa apoiada pela nobreza Galega.
O novo Conde transferiu a sua capital para Coimbra e pretendeu assegurar a sua autonomia face ao Reino de Leão, onde reina o seu primo, o rei Afonso VII.
Como represália pelo cerco a Guimarães, e com o desejo crescente de independência, os barões portucalenses, sob o comando de Afonso Henriques, invadiram a Galiza, travando-se a Batalha de Cerneja (1137), onde as tropas galego-leonesas do conde Fernão Peres de Trava e de Rodrigo Velada, foram definitivamente vencidas.